# Waldemar Kuhn (Bildhauer)

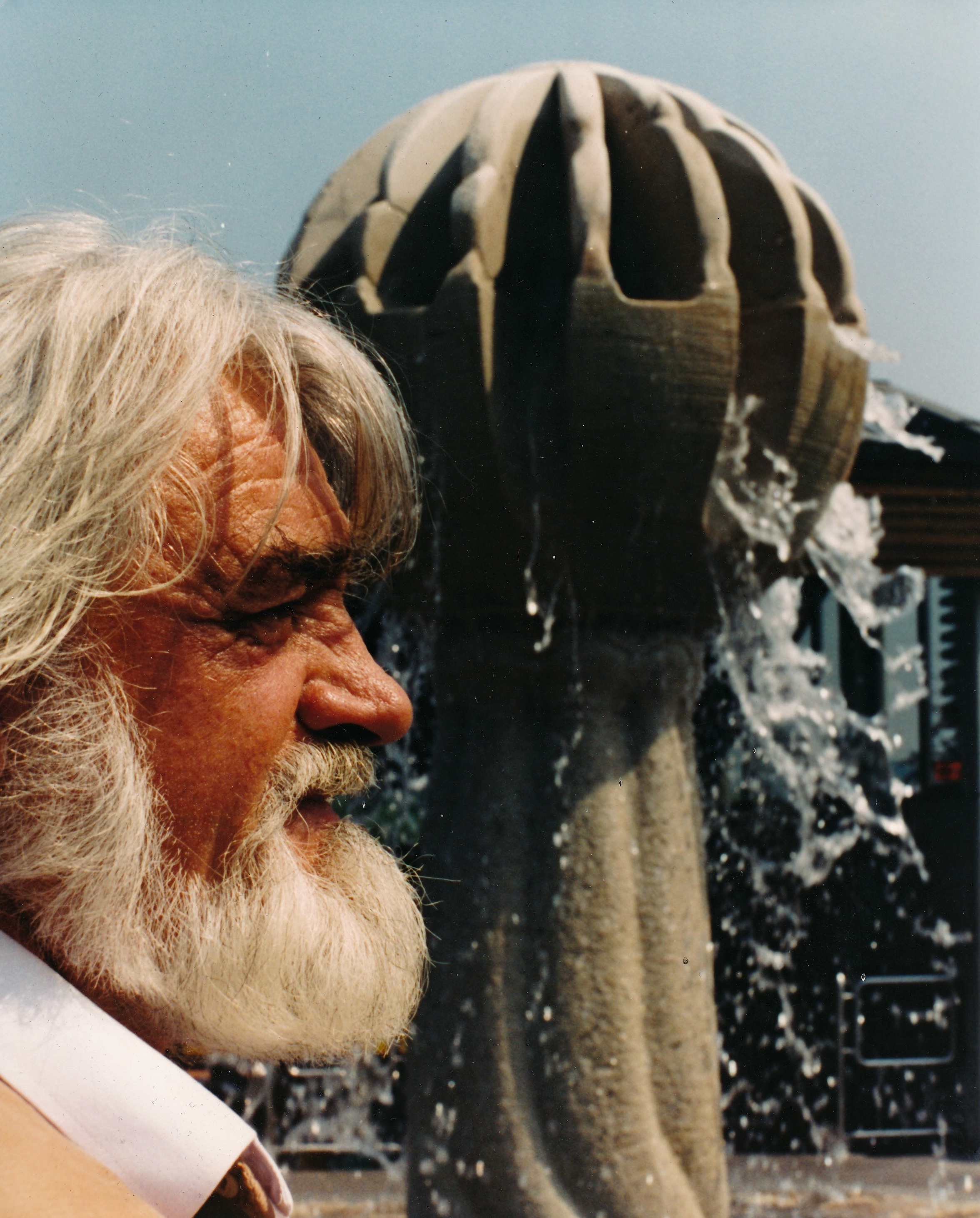
Waldemar Kuhn (2010) vor seinem Werk schwimm

Waldemar Kuhn (* 19. Januar 1923 in Westheim (Unterfranken); † 29. Oktober 2015 in Königsberg in Bayern) war ein deutscher Bildhauer und Künstler.

## Leben
Waldemar Kuhn wurde 1923 im unterfränkischen Westheim geboren. Sein Lehrer Steppert erkannte die künstlerische Begabung des Jungen. Er überzeugte den Vater vom Talent seines Sohnes. Nach der Schule durfte Waldemar eine Ausbildung zum Steinmetz beim Schweinfurter Künstler Heinrich Söller beginnen. Nach Kriegsdienst in Nordafrika (ab 1942) und geriet er in französische Kriegsgefangenschaft, wo er bei dem Bildhauer Andre Roix arbeitete. Nach seiner Freilassung 1947 ging er zum Studium der Bildhauerei zunächst an die Akademie der bildenden Künste in München, dann an die Werkkunstschule Köln und schließlich an die Kunstakademie Düsseldorf. Von 1950 bis 1970 lebte und arbeitete er in Emmerich am Niederrhein. Diese Zeit war seine bedeutendste Schaffensphase, in der er „überall“ am Niederrhein seine künstlerischen Spuren hinterließ. Er kehrte in seine fränkische Heimat zurück und bezog das Forsthaus Neuhaus bei Knetzgau-Eschenau. Im Haus von Kuhn verkehrten zahlreiche Künstler.
Waldemar Kuhn war Förderer und Unterstützer der US-amerikanischen Band Sweet Smoke, die mit ihrem 1970 in Deutschland aufgenommenen Album Just a Poke bekannt wurde. Er verschaffte der Band eine Bleibe bei Emmerich, nachdem sie 1969 vergeblich versucht hatte, in die Niederlande einzureisen, und wurde ihr erster Manager. Später übernahm Nico Scholtens das Management, der mit dem Ensemble Musica Negativa zu Kuhn gekommen war. Kuhns ältester Sohn Rochus und die Tochter Barberina sind auf dem zweiten Sweet-Smoke-Album Darkness to Light zu hören. Nach ihrer Indienreise folgte die Band Kuhn 1973 nach Unterfranken, wohin auch Scholtens im Gefolge der Kuhns gekommen war. Barberina Kuhn war mit dem Schlagzeuger Jay Dorfman liiert. Ihre Schwester Salome heiratete 1976 Nico Scholtens, der von Kuhn einen Weinberg erhalten hatte, auf dem er seine Winzerkarriere begann.
Mit seiner Frau Margarethe bekam Waldemar Kuhn sechs Kinder. Nach dem Tod seiner Frau und zweier seiner Söhne im Zeitraum von nur drei Monaten im Jahr 2007 zog er sich fünf Jahre in einen Wohnwagen bei Eltmann zurück, bevor er 2012 nach Königsberg in Bayern zog.

## Bildhauerei
Kuhn wurde in den späten 1950er und 1960er Jahren vor allem durch größere öffentliche Arbeiten am Niederrhein bekannt. 1958 erhielt er den Kunstpreis der Stadt Krefeld. Sein bedeutendstes Werk ist das Schrottkreuz in der Heilig-Geist-Kirche in Emmerich (1966). Weitere wichtige Arbeiten sind u. a. das Brückenwappen an der Rheinbrücke Emmerich (1965), die Figuren am Turm der St. Aldegundiskirche in Emmerich (1967) und die Wandgestaltung der Kirche Heilig Blut in Dinslaken (1967). Dort entstand 1965 auch die größte frei geformte Betonskulptur der Welt, Die sieben Säulen der Weisheit, an der städtischen Realschule, der späteren Jeanette-Wolff-Realschule. Sie wurde im Dezember 2020 restauriert und in den Stadtpark Dinslaken umgesetzt. Sein letztes Werk war die Büste von David Scherbaum (geb. 1. Juni 2003) aus Ton (2008).
Wichtige spätere Werke sind u. a. die Brunnenanlagen Ein Weltbild zerbricht am Regiomontanus-Gymnasium und der Berufsschule in Haßfurt (1969 und 1978) sowie am Leopoldina-Krankenhaus in Schweinfurt (1985) und Wandgestaltungen in der Hauptschule in Knetzgau (1972) und im Landratsamt Haßfurt (1990).

## Bildergalerie

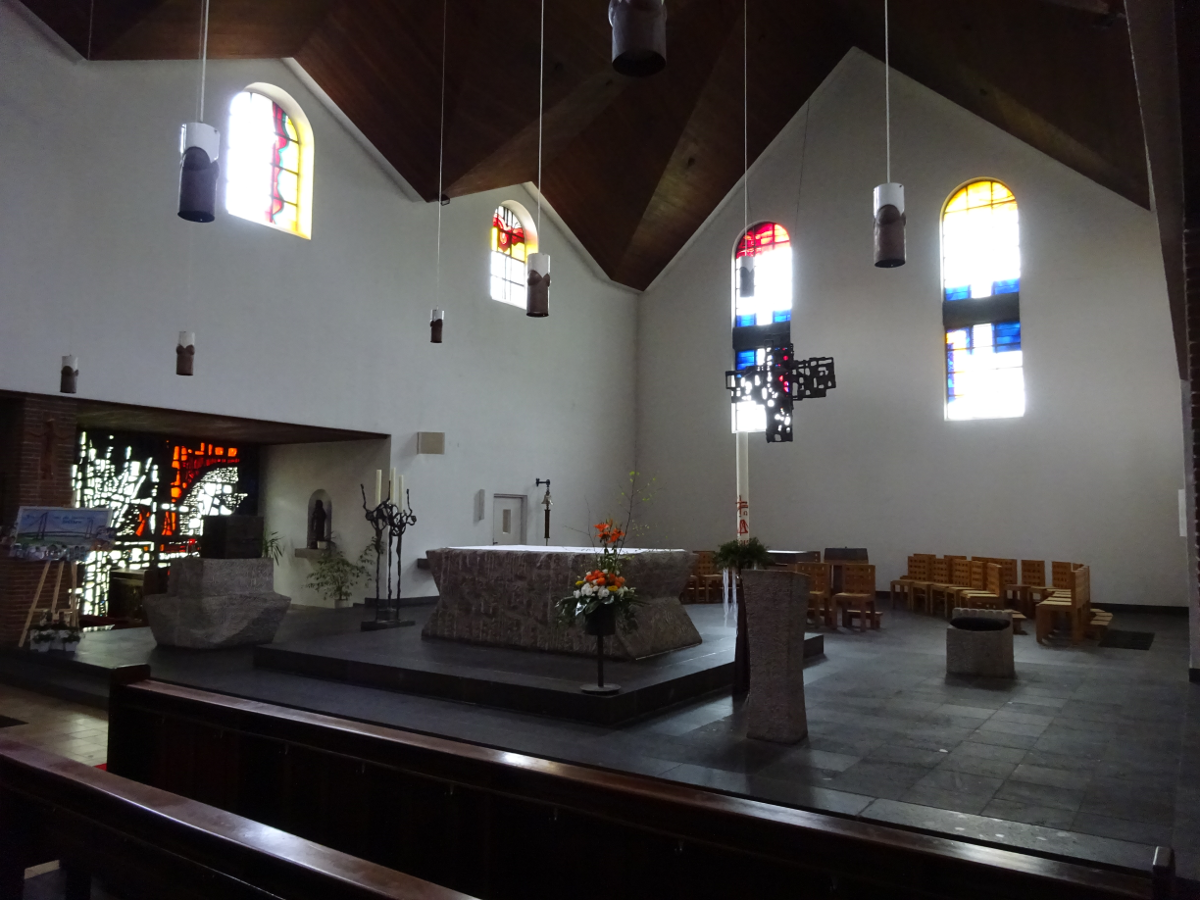
Interieur mit Altar und einem hängenden Kreuz von Waldemar Kuhn in der Liebfrauenkirche in Emmerich (2015)
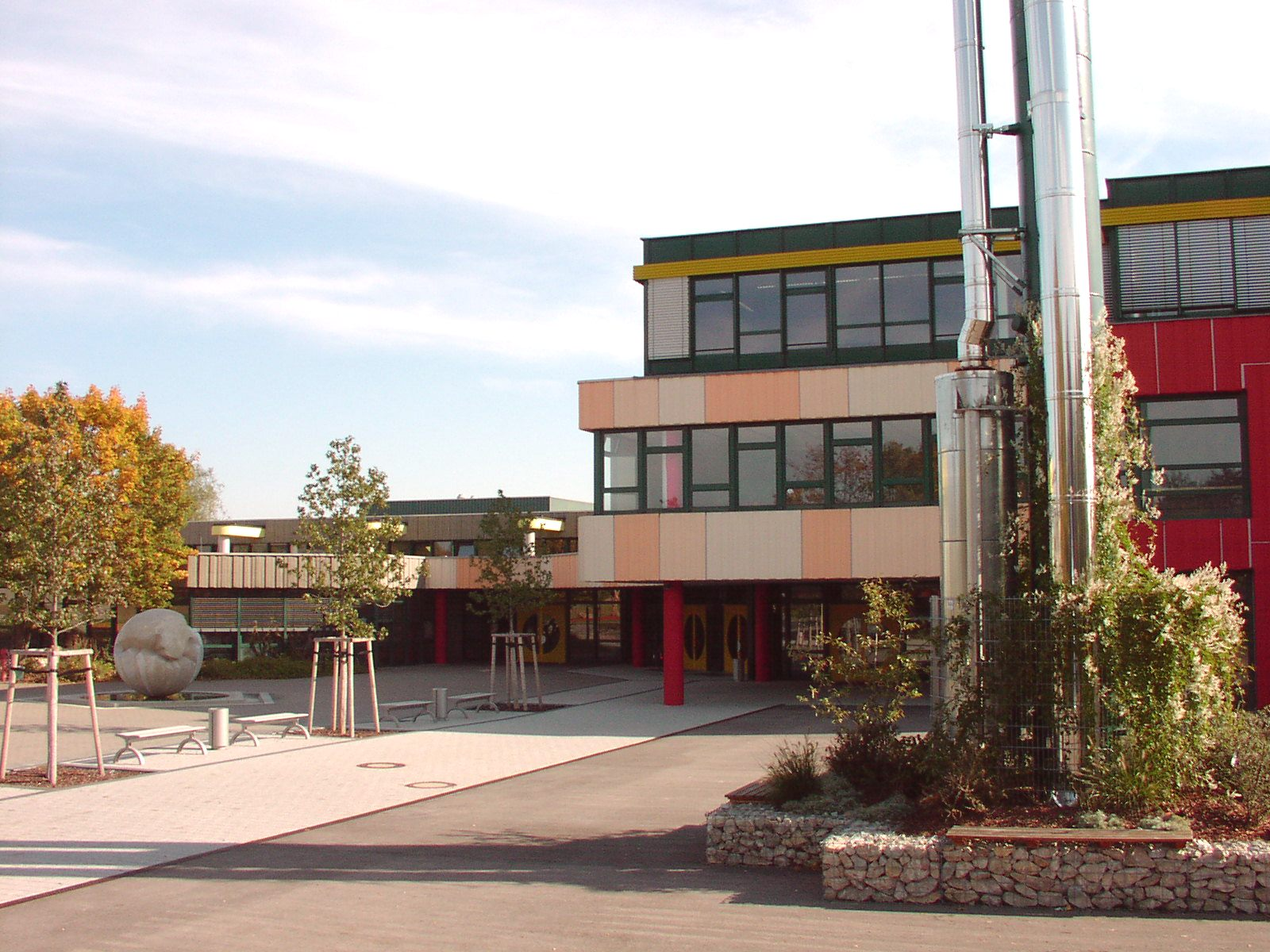
Regiomontanus-Gymnasium; links im Bild der Brunnen von Waldemar Kuhn (2006)
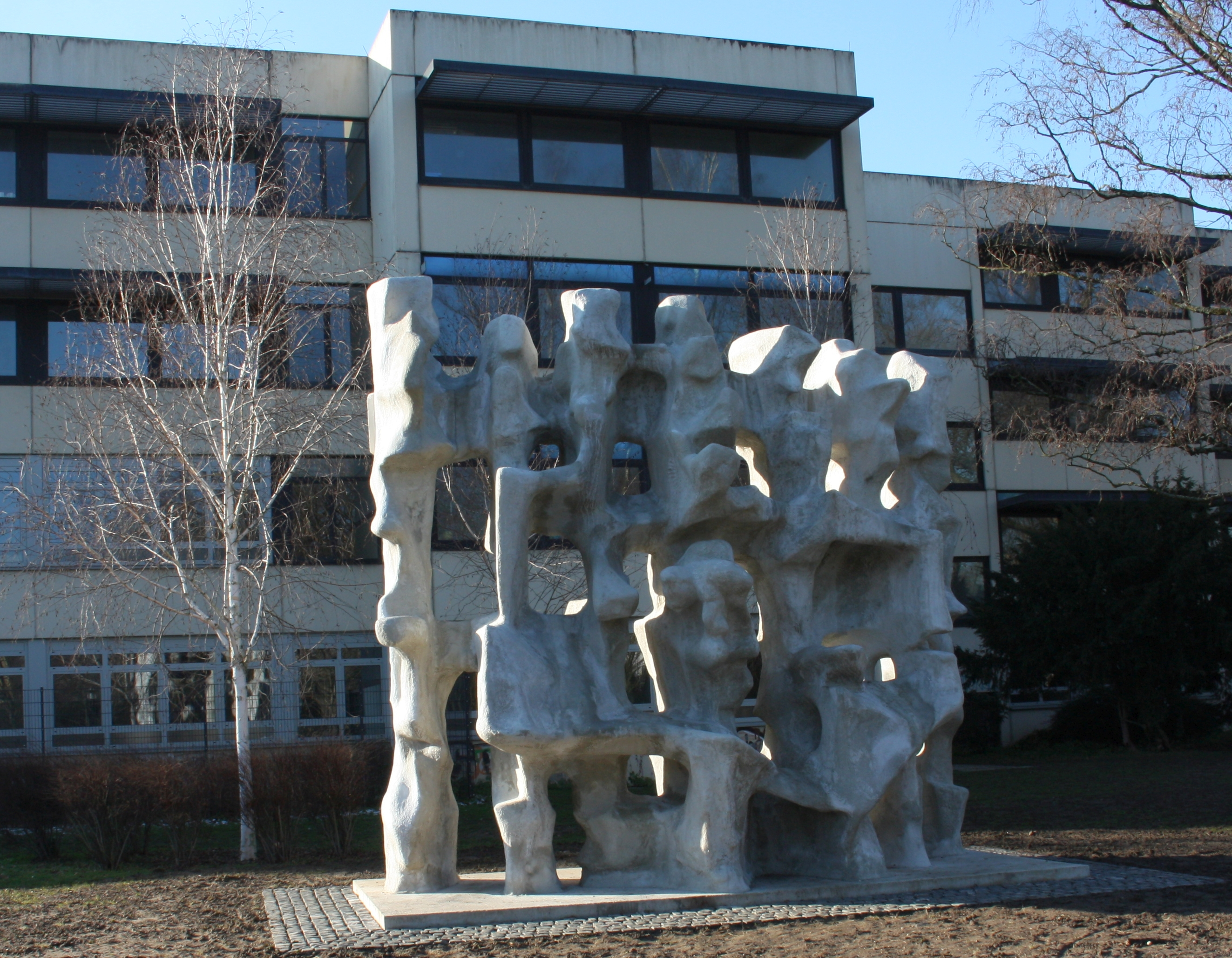
Aus Beton frei geformte Monumentalskulptur (7,40 Meter breit, 5,40 Meter hoch) am neuen Standort im Stadtpark Dinslaken